# الین پاتاک
الین پاتاک (به لاتین: Alin Potok}} یک منطقهٔ مسکونی در صربستان است که در Zlatibor District واقع شده‌است.

## خصوصیات
الین پاتاک ۲۴۴ نفر جمعیت دارد.